# (5522) De Rop
(5522) De Rop est un astéroïde de la ceinture principale.

## Description
(5522) De Rop est un astéroïde de la ceinture principale. Il fut découvert le 3 août 1991 à La Silla par Eric Walter Elst. Il présente une orbite caractérisée par un demi-grand axe de 2,41 UA, une excentricité de 0,18 et une inclinaison de 1,3° par rapport à l'écliptique.

## Compléments